# Wörgler krimpgeld

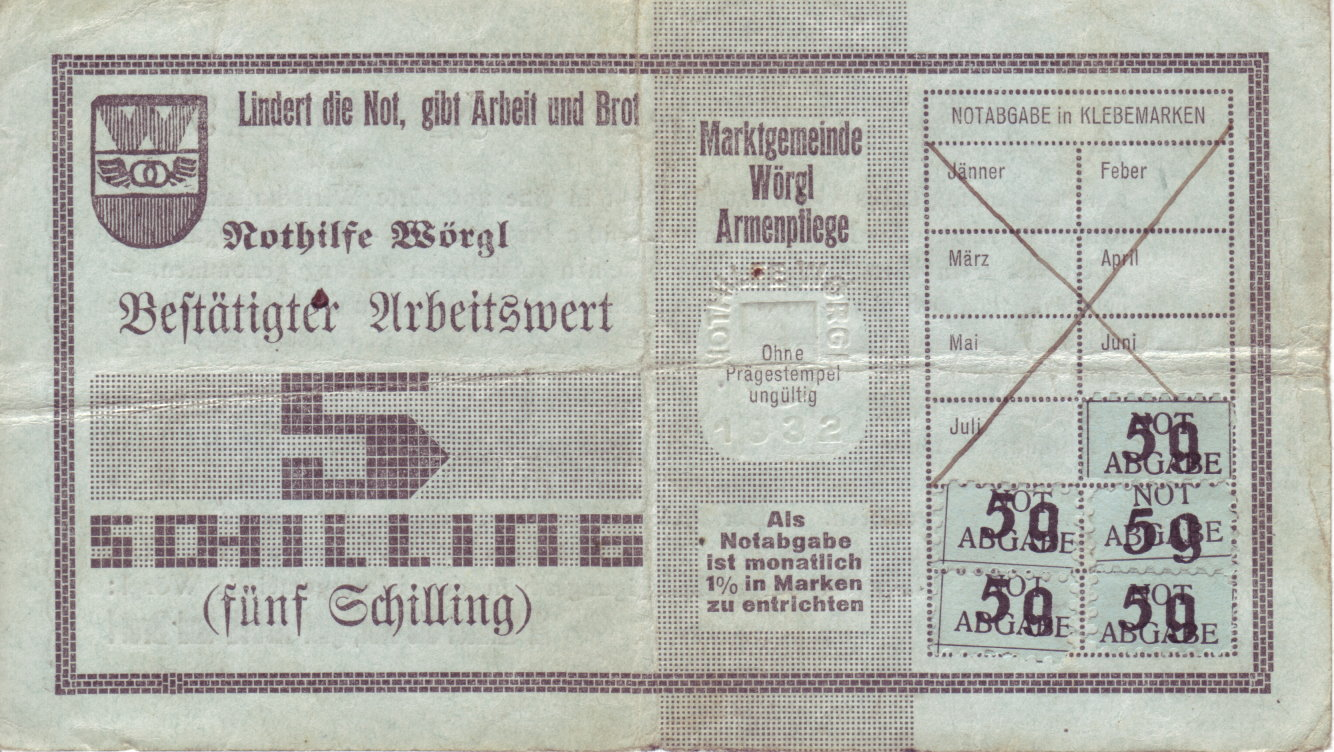
Het Wörgler Krimpgeld

Het Wörgler krimpgeld, origineel Wörgler Schwundgeld, ook bekend als Wörgler Freigeld, Wörgler Schilling of in de volksmond bekend als het Wonder van Wörgl, was een geld-experiment in de Oostenrijkse stad Wörgl. Het werd in 1932 gelanceerd door burgemeester Michael Unterguggenberger om de gevolgen van de economische crisis van 1929 aan te pakken. Na een rechtszaak moest het experiment in september 1933 worden stopgezet.

## Uitgangssituatie
Als gevolg van de mondiale economische crisis van 1929 had de regio rond Wörgl in 1931 te maken met deflatie. Rond 1932 was de stedelijke cement- en celluloseproductie achteruit gegaan en was het werkloosheidspercentage alarmerend gestegen. Aan de ene kant had de gemeente aanzienlijke belastingverliezen en aan de andere kant hoge kosten aan werkloosheidsvergoedingen. Een schuldenlast van 1,3 miljoen schilling en 1.500 werklozen, van wie ongeveer de helft afhankelijk was van de stedelijke armenzorg, maakten het onmogelijk om zelfs de meest noodzakelijke investeringen te doen. De hoeveelheid geld in omloop dat aan goudreserves was gekoppeld, daalde merkbaar. De kas was leeg en het einde was nog niet in zicht. Er werd een welzijnscomité opgericht om de distributie van noodgeld te organiseren.

## Het experiment
De burgemeester, Michael Unterguggenberger, ontwikkelde een noodhulpprogramma om gratis geld uit te geven dat in de regio Wörgl in omloop werd gebracht als complementaire munt. Hij liet zich hierbij inspireren door de vrije economische theorie van Silvio Gesell. Op 8 juli 1932 werd het geldexperiment unaniem goedgekeurd door de gemeenteraad van Wörgl.
Vanaf eind juli 1932 gaf het gemeentebestuur zijn eigen zogenaamde werkcertificaten uit, de Wörgler Schilling, ter waarde van 34.500 schilling als loon voor gemeentelijk werk dat door werklozen werd verricht. De bankbiljetten waren verkrijgbaar in coupures van 1, 5 en 10 schilling. De  rugzijde toont het gezegde “Hij verlicht ontberingen, geeft werk en brood!”. De gemeenschap die het Freigeld uitgaf, kocht echter in totaal slechts 8.500 noodschilling van de commissie, waarvan gemiddeld slechts ongeveer 6.000 schilling in omloop was. Aangenomen wordt dat de werkelijke geldomloop die binnen de veertien maanden plaats vond, ruim 400 maal bedroeg.
De werkbriefjes waren gratis geld en werd gedekt door de contante storting van de gemeente bij de Wörgler Raiffeisenkasse en was gekoppeld aan dezelfde waarde als de schilling. Tegelijkertijd was het Freigeld: elke maand moest er een zegel worden gekocht tegen één procent van de nominale waarde van het biljet en in een daarvoor bestemde ruimte op de voorkant van het bankbiljet worden geplakt om de geldigheid ervan te behouden. Zoals bedoeld verspreidden de biljetten zich snel, omdat ze gebruikt konden worden om gemeentebelastingen te betalen.

Het tijdschrift Der Österreichische Economist publiceerde:
In 1932 stelde de marktstad Wörgl orde op zaken door krimpgeld uit te geven, deed uitgebreide investeringen en revitaliseerde de economie van haar inwoners. Dit resulteerde in het wonder van Wörgl, dat niet alleen in het Inntal weerklinkt.— Artikel in Der Österreichische Volkswirt, Jaargang 25, Nr. 35 dd. 27 mei 1933

Krimpgeldbiljetten
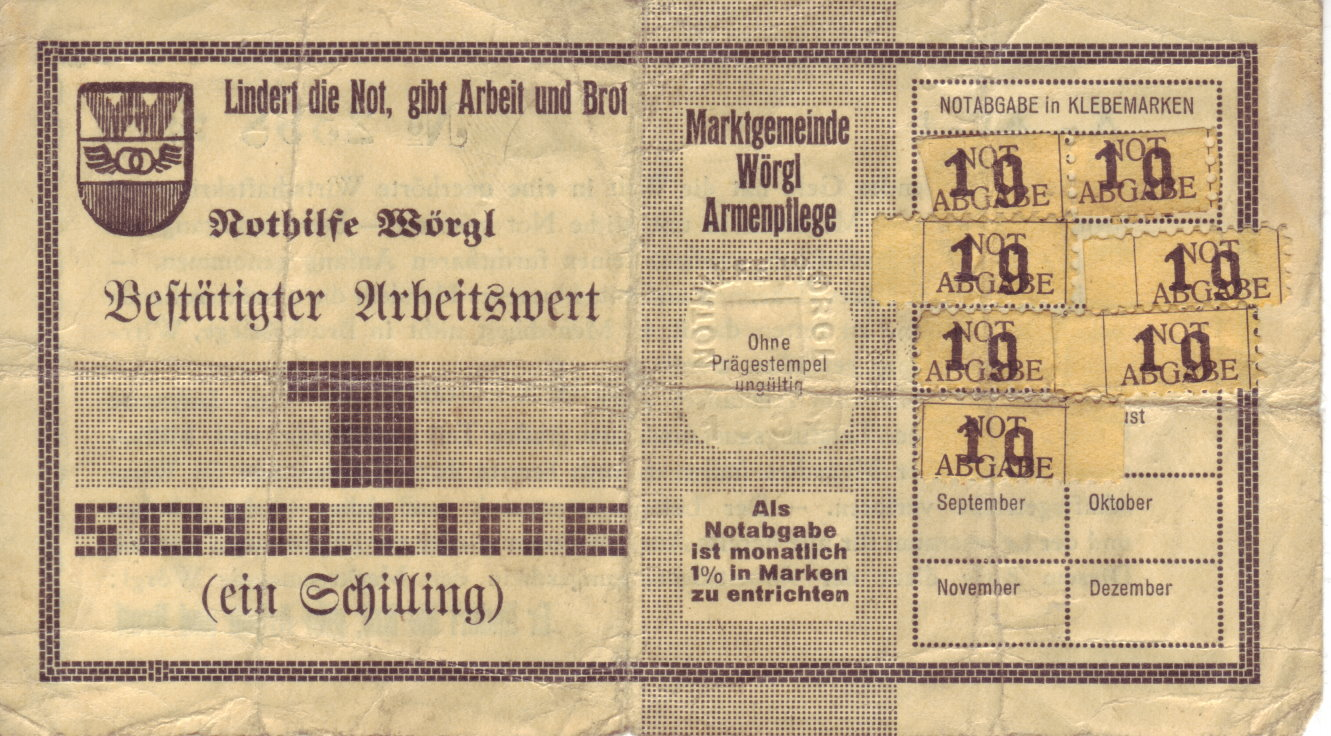
1 schillingbiljet met plakzegels aan de rechter rand
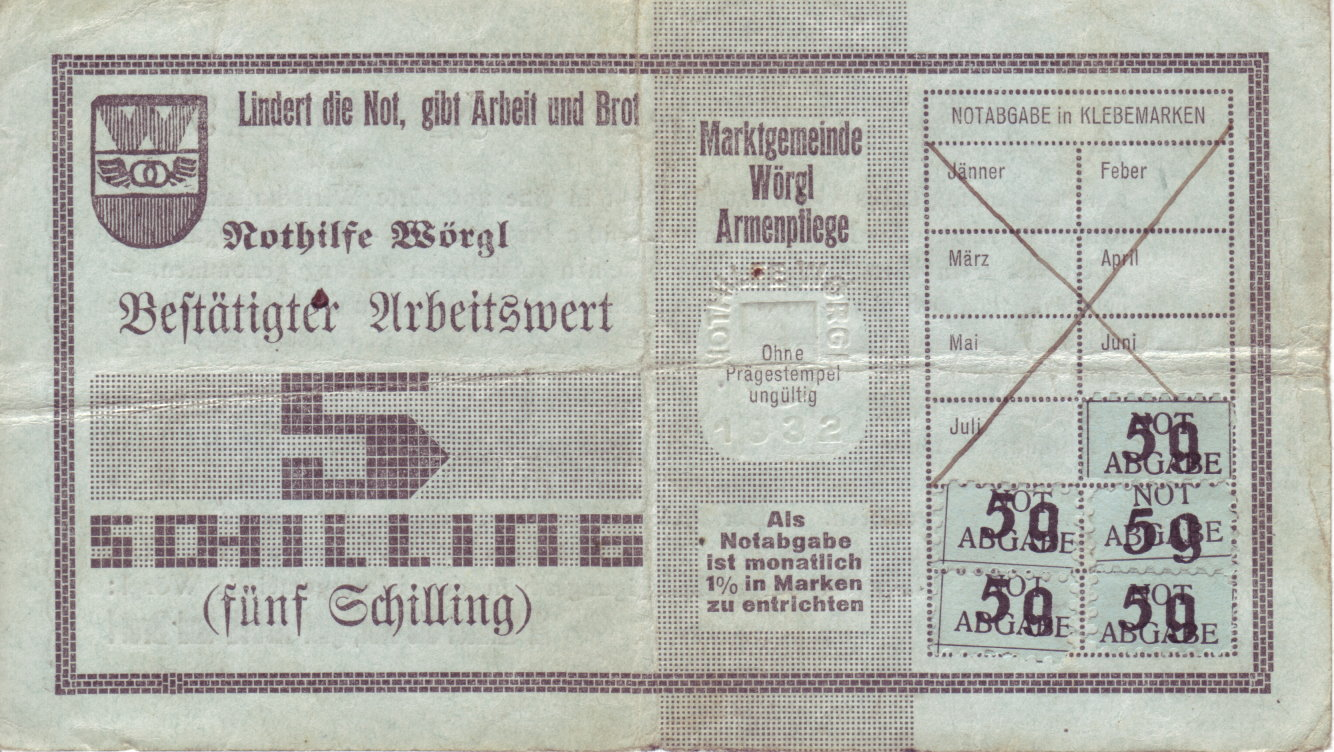
Blauw 5-schillingbiljet, ook met plakzegels
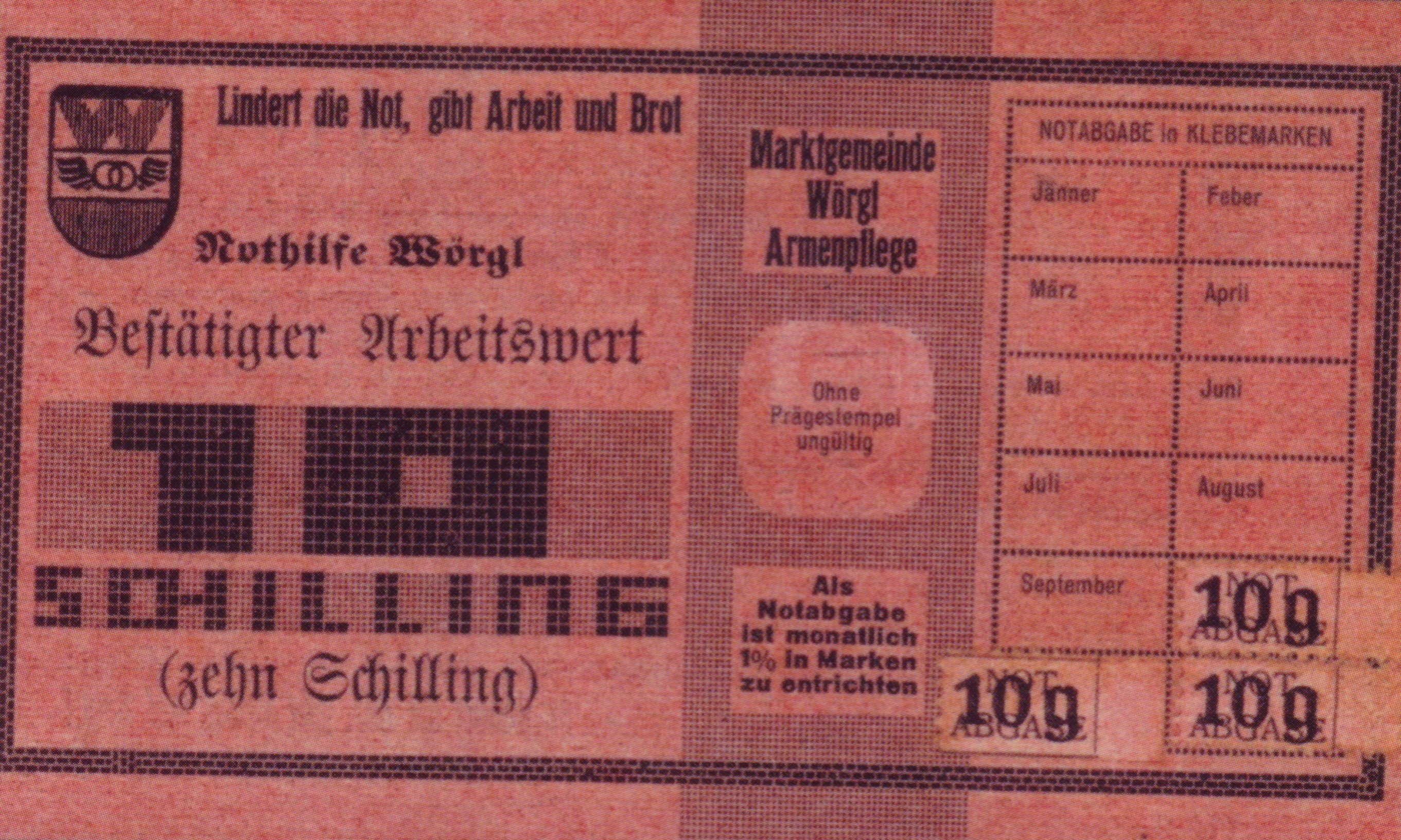
Rood biljet van 10 schilling
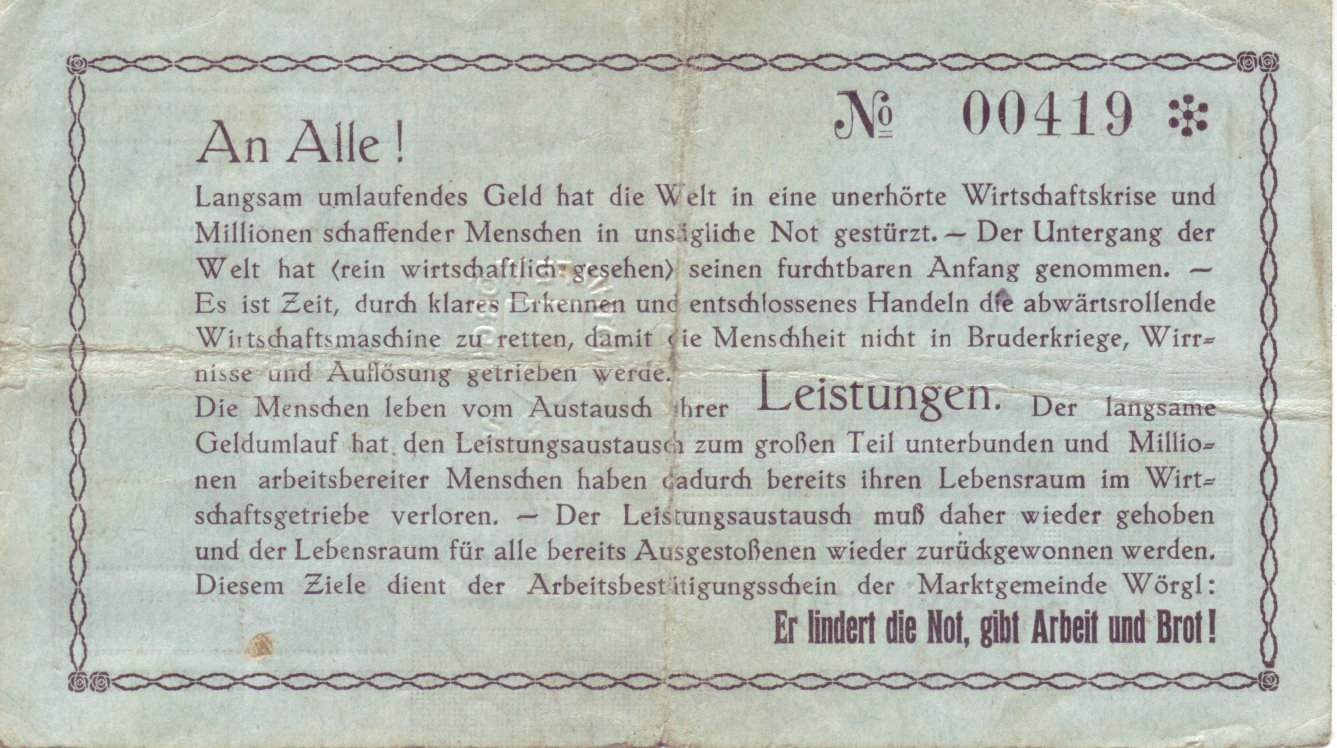
Uniforme rugzijde met oproep van Unterguggenberger om aan het experiment deel te nemen

## Effecten
Het experiment werd als succesvol beschouwd. De geldcirculatie en de economische activiteit werd nieuw leven ingeblazen, terwijl de rest van het land diep in een economische crisis verkeerde. De successen van het project waren opmerkelijk:
- het inkomstentekort verminderde met 34%
- de belastingachterstand verlaagde met ruim 60%
- de inkomsten uit gemeentebelastingen stegen met 34%
- investeringsuitgaven van de gemeente stegen met ongeveer 220%

Tot de jaren tachtig was de inscriptie “gebouwd met gratis geld” op de Müllnertalbrug hiervan het bewijs. Gedurende de veertien maanden dat het experiment duurde, daalde het werkloosheidscijfer in Wörgl van 21 naar 15%, terwijl het in de rest van het land bleef stijgen.
De positieve effecten leidden ertoe dat het modelexperiment in de pers werd geprezen als het “Wonder van Wörgl”. De belangstelling groeide zo sterk dat meer dan honderd andere gemeenschappen in de regio Wörgl het voorbeeld wilden volgen. Ook in het buitenland trok de campagne veel aandacht en navolging. De minister van Financiën en later premier Édouard Daladier reisde vanuit Frankrijk naar Wörgl. In de Verenigde Staten ontmoette de econoom Irving Fisher de Amerikaanse regering – zij het tevergeefs – en stelt voor om een Wörgl-achtig geld, Stamp Scrip genaamd, in te voeren om de economische crisis te boven te komen.

## Proces en beëindiging
In januari 1933 verbood de Tiroolse deelstaatregering, op instructies van de bondskanselarij, de verdere uitgifte van het Wörgl krimpgeld. De gemeenteraad besloot vervolgens unaniem een klacht in te dienen bij de Administratieve Rechtbank op grond van het feit dat de uitgifte van noodgeld niet de verantwoordelijkheid was van de Bondskanselarij, maar van het Ministerie van Financiën.  De hoorzitting voor de VwGH begon op 18 november 1933 onder voorzitterschap van Wenzel Kamitz. De belangstelling van het publiek was zo groot dat het aantal uitgegeven bezoekerskaarten beperkt bleef tot 50. De administratieve rechtbank heeft de klacht van de gemeente Wörgl ongegrond verklaard omdat de uitgifte van het krimpgeld in strijd was met artikel 122 van de Nationale Bankwet.  Alleen de Oostenrijkse Nationale Bank mocht bankbiljetten uitgeven of in omloop brengen: “De biljetten van de gemeente Wörgl zouden de functies van munten of bankbiljetten hebben gehad en de bestuursrechter is, anders dan in de klacht wordt gesteld, van oordeel dat de biljetten een vaste waarde hadden, ook al fluctueerde deze waarde in de loop der tijd door zogenaamde krimp." Hiermee eindigde het experiment.
De februari-opstand in 1934, waarbij de Heimwehr en de Schutzbund ook in Wörgl met elkaar vochten, leidde tot het verbod op de Sociaal-Democratische Partij. In Wörgl werd “het voormalige lid van de gemeenteraad, deelstaatparlementslid Martin Pichler, benoemd tot regeringscommissaris”. Op 19 februari 1934 nam hij de officiële taken over van Michael Unterguggenberger. In december 1936 stierf Unterguggenberger aan een longembolie.

## Herdenkingen
De vereniging Unterguggenberger Instituut houdt de erfenis van het Wörgl-geldexperiment levend en brengt historische ervaringen samen met actuele projecten. Het instituut organiseert samen met het plaatselijke geschiedenismuseum en het stadsarchief een tentoonstelling. De vereniging brengt ook oplossingen op het gebied van complementaire munten samen en stelt deze beschikbaar voor het grote publiek.
In 1951 en 1983 werd op de vrije-economiecongressen in Wörgl het valuta-experiment in herinnering gebracht, evenals op een conferentie in 1996.
De gemeenschap van Wörgl richtte een monument op voor Unterguggenberger voor zijn prestaties. In 2007 werd Michael Unterguggenberger postuum benoemd tot ereburger van de stad Wörgl. De as van Unterguggenberger werd begraven in de noordoostelijke hoek van de bosbegraafplaats in Wörgl (Freigeldwanderweg). Het jaar 2007 werd door de stad Wörgl ook officieel uitgeroepen tot “Wörgl krimpgeld jaar”.
Eind maart 2009 stelde burgemeester Abler vanwege de aanhoudende economische crisis de introductie voor van een complementaire munt op basis van het historische model.

## Media en cultuur
Nieuws over de Wörgler krimpgeld leidde tot soortgelijke pilootprojecten in de Verenigde Staten. De basis hiervoor was het Stamp Scrip-handboek, dat rond de jaarwisseling 1932-1933 verscheen en werd uitgegeven door de econoom Irving Fisher samen met de Duitse Gesell-aanhanger Hans Cohrssen en een andere medewerker.
In zijn roman Watersheds (2018) transformeerde auteur Alfred DeMichele de gebeurtenissen rond het Wörgl-valuta-experiment in een Europese Unie van 2052 die mislukte vanwege de mondialisering wordt één van de protagonisten, Michael Unterguggenberger, geëerd in de figuur van één van de hoofdrolspelers (professor Guggenmoser).
Ter ere van Unterguggenberger ging in 2007 het toneelstuk Unterguggenberger & het krimpgeldexperiment in première in Wörgl. 
In het najaar van 2017 werd de speelfilm The Miracle of Wörgl over het experiment van Unterguggenberger opgenomen als een gezamenlijke productie van ORF, BR en Arte en geregisseerd door Urs Egger. De hoofdrol wordt gespeeld door Karl Markovics; de eerste uitzending vond plaats in december 2018.  Een bijbehorende documentaire was getiteld The Money Maker - The Experiment of Michael Unterguggenberger.